# Mudaria conspicua
Mudaria conspicua är en fjärilsart som beskrevs av W. Warren 1913. Mudaria conspicua ingår i släktet Mudaria och familjen nattflyn. Inga underarter finns listade i Catalogue of Life.